# Liste der Mitglieder der National Academy of Sciences/2023
Im Jahr 2023 wählte die National Academy of Sciences der Vereinigten Staaten 143 Personen zu ihren Mitgliedern.

## Neugewählte Mitglieder
- Joshua Angrist
- Spyros Artavanis-Tsakonas
- Shankar Balasubramanian
- Thomas Banks
- Amy J. Bastian
- Andreas J. Bäumler
- Helen M. Berman
- Emily S. Bernhardt
- Barbara A. Block
- Jeffrey A. Bluestone
- Ralph Bock
- Robert J. Bodnar
- Dan Boneh
- David H. Brainard
- Joan W. Bresnan
- Emily E. Brodsky
- Moses V. Chao
- Gang Chen
- Jane Clarke
- Phyllis D. Coley
- Luca Comai
- Françoise Combes
- Lisa M. Coussens
- Michael Crandall
- Russell A. DeBose-Boyd
- Véronique Dehant
- Michel H. Devoret
- David P. DiVincenzo
- Jack Dongarra
- Catherine L. Drennan
- William W. Dressler
- Monica Driscoll
- Timothy K. Earle
- Jennifer Elisseeff
- Douglas J. Emlen
- Alison M. Etheridge
- Lenore Fahrig
- Glennys R. Farrar
- Lisa J. Fauci
- Marla Feller
- Gordon Fishell
- Claire M. Fraser
- Miguel A. Garcia-Garibay
- Antoine Georges
- Ursula W. Goodenough
- Cameron M. Gordon
- Philip Greenberg
- Jo Handelsman
- J. Wade Harper
- Tyrone B. Hayes
- Geoffrey E. Hinton
- Hilary W. Hoynes
- Jeffrey A. Hubbell
- Catherine L. Johnson
- James M. Jones
- Christine A. Jones Forman
- Paul S. Julienne
- Masaki Kashiwara
- Robert E. Kass
- Dina Katabi
- Jeffery W. Kelly
- Subhash A. Khot
- Philip Kim
- Robin W. Kimmerer
- Daphne Koller
- Anthony A. Kossiakoff
- Leonid Kruglyak
- Johannes Lehmann
- Maria C. Lemos
- Maria Leptin
- Xihong Lin
- David Lobell
- Jeffrey R. Long
- Bradford B. Lowell
- Susana Magallón Puebla
- Nancy Makri
- William B. McKinnon
- Danesh Moazed
- S. Harvey Moseley
- Kim Nasmyth
- Andre Nussenzweig
- John J. O’Shea
- Teri W. Odom
- Duojia Pan
- Jane E. Parker
- Colin R. Parrish
- Catherine L. Peichel
- Eduardo A. Perozo
- Monika Piazzesi
- Dominique Picard
- Naomi Pierce
- Helen M. Piwnica-Worms
- Andrew M. Prentice
- Anna Marie Pyle
- Ana Maria Rey
- Torben C. Rick
- Donald C. Rio
- Richard J. Roberts
- Richard Rotunno
- Emmanuel Saez
- Gary M. Segura
- Robert M. Sellers
- Michael N. Shadlen
- Dan Shechtman
- Yosef Shiloh
- Drew T. Shindell
- Boris I. Shklovskii
- Pamela A. Silver
- Richard B. Silverman
- Linda Tuhiwai Te Rina Smith
- Shannon S. Stahl
- Gregory Stephanopoulos
- Venkatesan Sundaresan
- Alexander S. Szalay
- Bruce E. Tabashnik
- Elly M. Tanaka
- T. Don Tilley
- Alice Ting
- Baldwyn Torto
- John M. Tranquada
- Bik-Kwoon Tye
- Gunther Uhlmann
- Akshay Venkatesh
- Elizabeth Vierling
- Gia K. Voeltz
- Ulrich H. von Andrian
- Jelena Vuckovic
- Meenakshi Wadhwa
- Barbara F. Walter
- Michelle D. Wang
- Duncan Watts
- David H. Weinberg
- Susan R. Weiss
- Jonathan F. Wendel
- Richard D. Wood
- W. Hugh Woodin
- Shuhai M. Xiao
- Anne D. Yoder
- Dani Zamir
- Phillip D. Zamore
- Kenneth S. Zaret
- Hongkui Zeng
- Min Zhou